# Eftandise
Gospa Eftandise (turski: Eftandise Hatun) bila je jedna od supruga drugog osmanskog sultana, Orhana I. Znana je i kao Eftendize, Aftandisa ili Efendi te nije poznato kada je rođena niti kada je umrla.
Majka gospe Eftandise je u potpunosti nepoznata. Otac Eftandise je možda bio turski plemić Gündüz, brat sultana Osmana I., što bi značilo da je ona bila sestrična svog muža. Druga je mogućnost da joj je otac bio Akbaşlu Mahmud Alp.
Postoji i pretpostavka da je upravo Eftandise bila majka Orhanovog sina Sulejman-paše, koji je imao kćer Effendizadi, a koja je pak imala sina zvanog Gündüz.